# اریک بواس
اریک بواس (فرانسوی: Érik Boisse‎؛ زادهٔ ۱۴ مارس ۱۹۸۰) شمشیرباز اهل فرانسه است.
وی همچنین برندهٔ جوایزی همچون لژیون دونور (شوالیه) شده‌است.
وی در مسابقات کشوری و بین‌المللی در مجموع برندهٔ ۱ مدال طلا، ۱ مدال نقره شده‌است.